# Jorge Neves
Jorge Alexandre Leal das Neves, noto semplicemente come Jorge Neves (Lisbona, 21 dicembre 1969), è un allenatore di calcio ed ex calciatore portoghese, di ruolo difensore.
È il fratello gemello di Rui Neves, anch'egli calciatore.

## Palmarès

### Giocatore

#### Competizioni nazionali
- Coppa del Portogallo: 1

Beira-Mar: 1998-1999